# Plecoptera costinotata
Plecoptera costinotata là một loài bướm đêm trong họ Erebidae.